# Atylus rylovi
Atylus rylovi är en kräftdjursart som först beskrevs av Bulycheva 1952.  Atylus rylovi ingår i släktet Atylus och familjen Dexaminidae. Inga underarter finns listade i Catalogue of Life.